# Heinkel Lerche
L'Heinkel Lerche ("Allodola") era il nome di una serie di progetti sviluppati dall'azienda aeronautica tedesca Heinkel tra il 1944 ed il 1945 per un rivoluzionario aereo da caccia e da attacco al suolo posacoda a decollo verticale per equipaggiare la Luftwaffe durante la seconda guerra mondiale.

## Storia del progetto
Il Lerche era uno dei primi progetti dei cosiddetti aerei coleottero, dal nome del francese SNECMA Coléoptère realizzato a metà degli anni cinquanta. Avrebbe dovuto decollare e atterrare sulla sua stessa coda, e volare orizzontalmente come un aereo convenzionale. Il pilota sedeva in posizione prona dentro la cabina sul muso. Molto probabilmente il velivolo sarebbe stato mosso da due eliche controrotanti che sarebbero state contenute in un'ala ad anello dalla caratteristica forma a ciambella.
Il design futuristico venne sviluppato nel 1944 e si concluse nel marzo 1945. I principi aerodinamici delle ali ad anello erano sostanzialmente validi, ma la proposta si ritrovò davanti tutta una serie di problemi di fabbricazione e di irrisolti problemi di controllo, che avrebbero reso il progetto impraticabile, anche se si fosse riuscito a risolvere il problema della scarsità di materiali in cui trovava la Germania in quel momento della guerra.

## Aerei comparabili
- Convair XFY
- Lockheed XFV
- Heinkel Wespe